# Panna Udvardy
Panna Udvardy (født 28. september 1998 i Kaposvár, Ungarn) er en professionel tennisspiller fra Ungarn.